# Elegantly Wasted
Elegantly Wasted è il decimo album discografico in studio del gruppo musicale rock australiano INXS, pubblicato nel 1997.
Si tratta dell'ultimo disco con il cantante Michael Hutchence, deceduto il 22 novembre dello stesso anno. Anticipato dal singolo omonimo Elegantly Wasted.

## Tracce
1. Show Me (Cherry Baby) – 4:17
2. Elegantly Wasted – 4:32
3. Everything – 3:13
4. Don't Lose Your Head – 4:02
5. Searching – 4:04
6. I'm Just a Man – 4:48
7. Girl on Fire – 3:55
8. We Are Thrown Together – 5:36
9. Shake the Tree – 4:10
10. She Is Rising – 5:24
11. Building Bridges – 3:55
12. Shine – 3:52

## Formazione
- Garry Beers - basso
- Andrew Farriss - chitarra, tastiere, armonica
- Tim Farriss - chitarra
- Jon Farriss - percussioni, batteria
- Michael Hutchence - voce
- Kirk Pengilly - chitarra, sax